# Dòmhnall Ruadh Chorùna
Donald MacDonald bekannt als Dòmhnall Ruadh Chorùna (Der rote Donald von Coruna) (* 9. Juli 1887 in Claddach Baleshare, North Uist, Schottland; † 13. August 1967 in Lochmaddy, Schottland), war ein Steinmetz aus North Uist, ein Veteran aus dem Ersten Weltkrieg sowie ein legendärer Kriegspoet, der auf Schottisch-Gälisch komponierte.
Sein bekanntestes Lied An Eala Bhàn („Der weiße Schwan“), das während der Schlacht an der Somme entstand, widmete er Magaidh NicLeòid, seiner damaligen Geliebten während des Krieges. In den letzten Jahren wurde das Lied von verschiedenen Künstlern gesungen und aufgenommen, zum Beispiel von Calum Kennedy, Donnie Munro, Capercaillie und Julie Fowlis.

## Kindheit und Bildung
Dòmhnall (Donald) wurde auf North Uist, einer äußeren Hebrideninsel, 1887 geboren. Seine Mutter Flòraidh Fhionnghuala Dòmhnall arbeitete als Hausbedienstete. Sein Vater Dòmhnall arbeitete als Reder. In seinen jungen Jahren erzählten die Großeltern mütterlicherseits viele Geschichten über die napoleonischen Kriege. Gemäß den mündlich überlieferten Berichten seiner Urgroßmutter, Mór Campbell von Skye, hatte sie den letzten Schluck Wasser Sir John Moore, einem britischen Offizier, gegeben, bevor dieser in der Schlacht von Crounna 1809 fiel.
Er besuchte kurz die Grundschule in Carinish, aber aufgrund der britischen Schulgesetze (Acts of Education) wurde nur auf Englisch in den Schulen unterrichtet. Daher lernte der Dichter niemals lesen und schreiben in seiner gälischen Muttersprache. Er begann im Alter von 13 Jahren damit, Gedichte zu schreiben. Seine Mutter war sehr von seinen Fähigkeiten beeindruckt und versprach ihm, seine Gedichte niemals in persönlichen Auseinandersetzungen zu missbrauchen. Ihr Versprechen schätzte er sehr. Dieser Umstand und seine Erlebnisse und Erfahrungen im Ersten Weltkrieg unterscheiden ihn von anderen schottisch-gälischen Dichtern.

## Der Erste Weltkrieg
Fred MacAulay sagt über ihn:
„Dòmhnall Ruadh war bereits vor dem Krieg in der Armee und musste deshalb nicht besonders lange warten, bis er nach Frankreich geschickt wurde. Dort erwartete ihn eine möderische, gnadenlose, mitleidlose Welt, über die er selbst sagt... aber ich glaube, dass, wenigstens bis an diesen Punkt, ein bisschen von der alten Philosophie übriggeblieben war, die den Krieg verherrlicht und in einer besonderen Art und Weise diesen glorifiziert. Ich bin aber sicher, dass für Generationen diese Gefühle an der Westfront für immer zunichte gemacht wurden.“
All dieses findet man in Dòmhnall Ruadhs Dichtung. Es gibt Eitelkeit und Stolz, Barmherzigkeit und Liebe, Einfachheit und jugendliche Unschuld, Ehre und Erhabenheit einer längst vergangenen Zeit und sie alle sind durchzogen von Klage und Trauer über die Toten und Verletzten. Man kommt nicht umhin, sich darüber im Klaren zu sein und irgendwie davon berührt zu werden, von den Gefühlen aus Situationen, die wir heute nur schwer nachvollziehen können in unserer schnelllebigen Welt. Er ist schmerzlich bedrückt, sein Herz verwundet durch die Brutalität in seiner Position, ärgerlich und manchmal mit wenig Hoffnung; dann wieder ist seine Dichtung resolut und ausdrucksstark, dann wechselt er von Bedauern zu Trauer, die Funktion und den Zweck des Menschen in Frage stellend. Hin und wieder wendet er sich auch Gott und dem Glauben zu für Trost, wenn es keine andere Lösung mehr gibt... Er kämpfte im 7. Bataillon der Cameron Highlanders und wurde schwer verletzt in der Schlacht an der Somme 1916. Er kam als Invalide nach England zurück und fuhr nach Frankreich mit dem West Riding Field Regiment, da er nicht länger in der Infanterie tätig sein konnte. Aber was auch immer die Vorschriften besagten, er trug die Cameron Medaille an seiner Kappe..."